# Брудерхајм (Алберта)
Брудерхајм (енгл. Bruderheim) је малена варошица у централном делу канадске провинције Алберта. Смештена је на реци Северни Саскачеван на око 47 км североисточно од административног центра провинције града Едмонтона, у статистичкој регији Централна Алберта.
Насеље су 1894. основали немачки досељеници од којих и потиче име варошице: Bruder и heim (брат и кућа). 
Према подацима пописа становништва из 2011. у варошици је живело 1.155 становника у 486 домаћинстава, што је за 4,9% мање у односу на 1.215 житеља колико је регистровано приликом пописа 2006. године.
Околину Брудерхама је 4. марта 1960. задесила киша метеорита.

## Становништво
| 2006. | 2011. |
| ----- | ----- |
| 1.215 | 1.155 |